# 5610 Balster
5610 Balster este un asteroid din centura principală de asteroizi.

## Descriere
5610 Balster este un asteroid din centura principală de asteroizi. A fost descoperit pe 16 octombrie 1977 la Observatorul Palomar de Cornelis Johannes van Houten, Ingrid van Houten-Groeneveld și Tom Gehrels. Asteroidul prezintă o orbită caracterizată de o semiaxă mare de 2,80 ua, o excentricitate de 0,04 și o înclinație de 3,3° în raport cu ecliptica.